# Alfred Gause
Pour les articles homonymes, voir Gause.
Alfred Gause (14 février 1896 à Königsberg - 30 septembre 1967 à Bonn) est un Generalleutnant allemand qui a servi au sein de la Heer dans la Wehrmacht pendant la Seconde Guerre mondiale.
Il a été récipiendaire de la Croix de chevalier de la Croix de fer. Cette décoration est attribuée pour récompenser un acte d'une extrême bravoure sur le champ de bataille ou un commandement militaire avec succès.

## Biographie
Gause, le frère cadet de Fritz Gause, s'enrôle le 14 mars 1914 dans le 18e bataillon du génie en tant que porte-drapeau. Il sert dans ce régiment pendant toute la durée de la Première Guerre mondiale. Au début de l'année 1918, il est affecté à l'école d'infanterie du camp de Lockstedt (de) et à l'école du génie.
Alfred Gause est capturé par les troupes soviétiques dans la Poche de Courlande en 1945 et reste en captivité jusqu'en 1955.

## Décorations
- Croix de fer (1914)
  - 2e Classe
  - 1re Classe
- Insigne des blessés (1914)
  - en Noir
- Croix d'honneur
- Médaille de l'Anschluss
- Médaille des Sudètes avec barrette du château de Prague
- Agrafe de la Croix de fer (1939)
  - 2e Classe
  - 1re Classe
- Insigne de combat des blindés
- Médaille de la valeur militaire (Italie) en Argent
- Croix de chevalier de la Croix de fer
  - Croix de chevalier le 13 décembre 1941 en tant que Generalmajor et Chef der Generalstab du Panzer Gruppe "Afrika"[1]
- Bande de bras Afrika
- Bande de bras Kurland